# Andressinha
Andressa Cavalari Machry (Roque Gonzales, 1º de maio de 1995), mais conhecida como Andressa ou Andressinha, é uma futebolista brasileira que atua como meio-campista. Atualmente joga pelo Palmeiras e eventualmente pela Seleção Brasileira.
Participou da Copa do Mundo de Futebol Feminino de 2015. Jogou pelo Kindermann de 2010 até 2015, e disputou a Libertadores de 2018 pelo Iranduba. Em 2020, foi anunciada como jogadora do Corinthians, onde jogou por duas temporadas, tendo conquistado cinco títulos, incluindo a Copa Libertadores de 2021.

## Carreira

### Pelotas
Em 2009, após uma peneira realizada em Nova Esperança do Sul, Rio Grande do Sul, passou a integrar o elenco do Pelotas, onde disputou o Campeonato Gaúcho daquele ano, competição esta em que a equipe terminou em 4º lugar.

### Kindermann
A partir de 2010, começou a atuar pelo Kindermann, equipe da cidade de Caçador, Santa Catarina, permanecendo até o início de 2015, quando foi convocada para a Seleção Brasileira Permanente de Futebol Feminino. Pelo time catarinense, participou das conquistas dos Estaduais de 2010, 2011, 2012 e 2013, sendo artilheira da competição nas edições de 2011 e 2013,[carece de fontes?] e foi vice-campeã brasileira em 2014. Em sua longa passagem pelo Kindermann, Andressinha também atuou pela equipe de futsal do clube, conquistando títulos, como o Campeonato Catarinense Sub-17 de 2010 e os Jogos Universitários Brasileiros de 2013, e sendo convocada para a Seleção Catarinense de Futsal Sub-17.

### Houston Dash

#### 2015

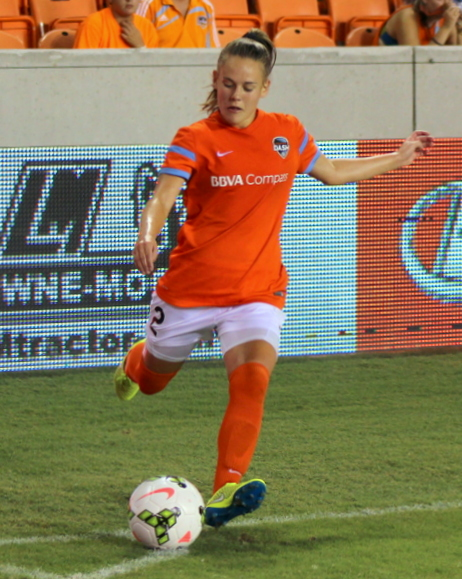
Andressinha atuando pelo Houston Dash, em 2015.

Em 27 de julho de 2015, após os Jogos Pan-Americanos daquele ano, foi anunciada como reforço do Houston Dash, clube da cidade de Houston, Texas, nos Estados Unidos, pertencente ao mesmo grupo responsável pelo Houston Dynamo. A brasileira se juntou ao time texano para a disputa das últimas rodadas da National Women's Soccer League (NWSL), a principal divisão do futebol feminino daquele país. Como pelas regras daquele torneio uma mesma equipe só pode ter no máximo 20 jogadoras, com a chegada de Andressinha, foi necessário abrir uma vaga e para tal foi dispensada a zagueira Carleigh Williams. Fez sua estreia, em 29 de julho de 2015, entrando como titular na vitória sobre o FC Kansas City por 3-2. Além daquela partida, jogou outras seis pelo clube estadunidense naquele ano, as sete últimas da temporada 2015 da NWSL disputadas pelo Houston Dash, que terminou aquela competição em 5º lugar, ficando de fora dos playoffs. Andressinha vestiu naquelas partidas a camisa de número 2. Ao término  daquela temporada, em votação interna do clube, foi escolhida a melhor jogadora jovem do Houston Dash naquele ano.

#### 2016
Para as atividades do ano de 2016, esteve com a equipe desde a pré-temporada, onde marcou seu primeiro gol pelo Houston Dash, numa cobrança de falta na vitória por 3-0 sobre as Oregon State Beavers, time da Universidade do Estado do Oregon, em quadrangular amistoso organizado pelo Portland Thorns FC. Além dos jogos da pré-temporada, disputou 15 partidas pelo clube estadunidense na temporada 2016 da NWSL. Naquela competição, marcou apenas um gol pelo Houston Dash, o único do time na derrota por 3-1 para o Orlando Pride, em 23 de abril de 2016, que lhe garantiu uma indicação ao gol mais bonito da 2ª semana da NWSL 2016 e outra ao gol mais bonito de abril de 2016 em votação realizada pelo site Women's Soccer United, perdendo nas duas disputas para o gol marcado por Ali Krieger jogando pelo Washington Spirit, na vitória por 2 a 1 sobre o Sky Blue FC, em 24 de abril de 2016. Naquela mesma partida contra o clube da cidade de Orlando, na Flórida, também marcou um gol contra. O clube texano terminou aquela competição em 8º lugar, novamente eliminado dos playoffs. Naquela temporada, Andressinha adotou a camisa de número 17, com o qual também disputou a edição dos Jogos Olímpicos daquele ano. Em dezembro de 2016 renovou seu contrato com o Houston Dash para a temporada do ano seguinte.

#### 2017
Em 2017, voltou a fazer parte da equipe desde a pré-temporada. Naquele período de preparação para a NWSL daquele ano, o Houston Dash disputou e conquistou o 2017 Thorns Spring Invitational, um quadrangular amistoso organizado pelo Portland Thorns FC. Durante aquela temporada, Andressinha disputou 21 jogos e marcou 2 gols pelo clube texano. O primeiro gol pelo Houston Dash, naquele ano, saiu na derrota por 2 a 1 para o Sky Blue FC, em 20 de maio de 2017. Já o segundo gol veio na vitória por 2 a 1 sobre o Washinton Spirit, em 15 de julho de 2017, quando Andressinha ampliou o placar para 2 a 0. Aquele gol sobre a equipe de Germantown, Maryland, fez com a jogadora brasileira fosse indicada ao gol mais bonito da 13ª semana da NWSL 2017, mas perdeu a disputa para o marcado, naquela mesma data, por Toni Pressley pelo Orlando Pride, na vitória por 4-1 sobre o FC Kansas City. Contudo, foi eleita a melhor jogadora da 13ª semana da NWSL 2017 e escolhida para integrar o time do mês de julho da NWSL 2017. Naquela competição, o clube terminou novamente na 8ª colocação, ficando de fora mais uma vez dos playoffs. Com o término dos compromissos junto ao Houston Dash naquela temporada, foi emprestada juntamente com a zagueira Bruna Benites ao Iranduba, clube brasileiro do estado do Amazonas, para a disputa do Campeonato Amazonense daquele ano.

### Tiradentes
Com o término do contrato e a eliminação do Houston Dash, volta ao Brasil e em draft realizado pela CBF é selecionada para defender o Tiradentes do Piauí pelo Brasileirão Feminino 2015. Andressinha logo se tornou destaque da equipe, levando o time a uma inédita semifinal, onde as Tigresas foram eliminadas pelo forte e experiente São José. Por sua performance junto ao clube piauiense, foi eleita a Revelação da competição daquele ano.

### Ferroviária
No dia 26 de outubro de 2016, foi anunciada como reforço da Ferroviária, equipe da cidade de Araraquara, São Paulo, para a disputa da Copa Libertadores da América daquele ano. Contudo, devido a sua convocação para a Seleção Brasileira, para disputar o Torneiro Internacional de Futebol Feminino de 2016, não pôde participar da competição sul-americana junto ao clube paulista, já que as datas das competições coincidiam.

### Iranduba
O Iranduba, tradicional clube de futebol feminino sediado em Iranduba um pequeno município amazonense, anunciou, em 4 de outubro de 2017, o reforço de Andressinha para a disputa do Campeonato Amazonense daquele ano. Em sua chegada ao estado do Amazonas, antes de se apresentar ao clube, foi recebida com festa no aeroporto. Estreou com a camisa do Hulk da Amazônia, em 1º de novembro, marcando 4 gols na goleada 12-0 contra o São Raimundo pelo jogo de volta da semifinal daquela competição. Na final, sagrou-se campeã amazonense após dois empates contra a estreante 3B da Amazônia, equipe da cidade de Manaus. Contudo, aquela decisão foi cercada de polêmicas. Inicialmente, o 3B da Amazônia teria a vantagem de dois empates na final por ter feito melhor campanha na competição, mas o clube foi punido pelo Tribunal de Justiça Desportiva (TJD) com a perda de 6 pontos por escalação de jogadoras irregulares, transferindo esta vantagem ao Iranduba. Além disso, antes do jogo de volta da final, a equipe da capital amazonense denunciou o Iranduba por fraudar os atestados médicos de Andressinha e da zagueira Bruna Benites. A denúncia acabou não acolhida pelo TJD e o segundo confronto da decisão pode ocorrer como previsto, com o Iranduba se tornando heptacampeão amazonense.

### Portland Thorns FC
Em 12 de janeiro de 2018, foi anunciada uma troca de jogadoras entre Portland Thorns FC e Houston Dash, onde o clube da Cidade das Rosas, no estado do Oregon, adquiriu Andressinha, cedendo para o antigo clube da brasileira a atacante americana, Savannah Jordan.

### Retorno ao Iranduba
Com o fim da temporada 2018 nos Estados Unidos, volta ao Brasil para defender novamente o Iranduba, daquela vez na disputa da Libertadores daquele ano.

### Corinthians
No dia 09 de janeiro de 2020, foi anunciada como o mais novo reforço do Corinthians.

## Seleção Brasileira

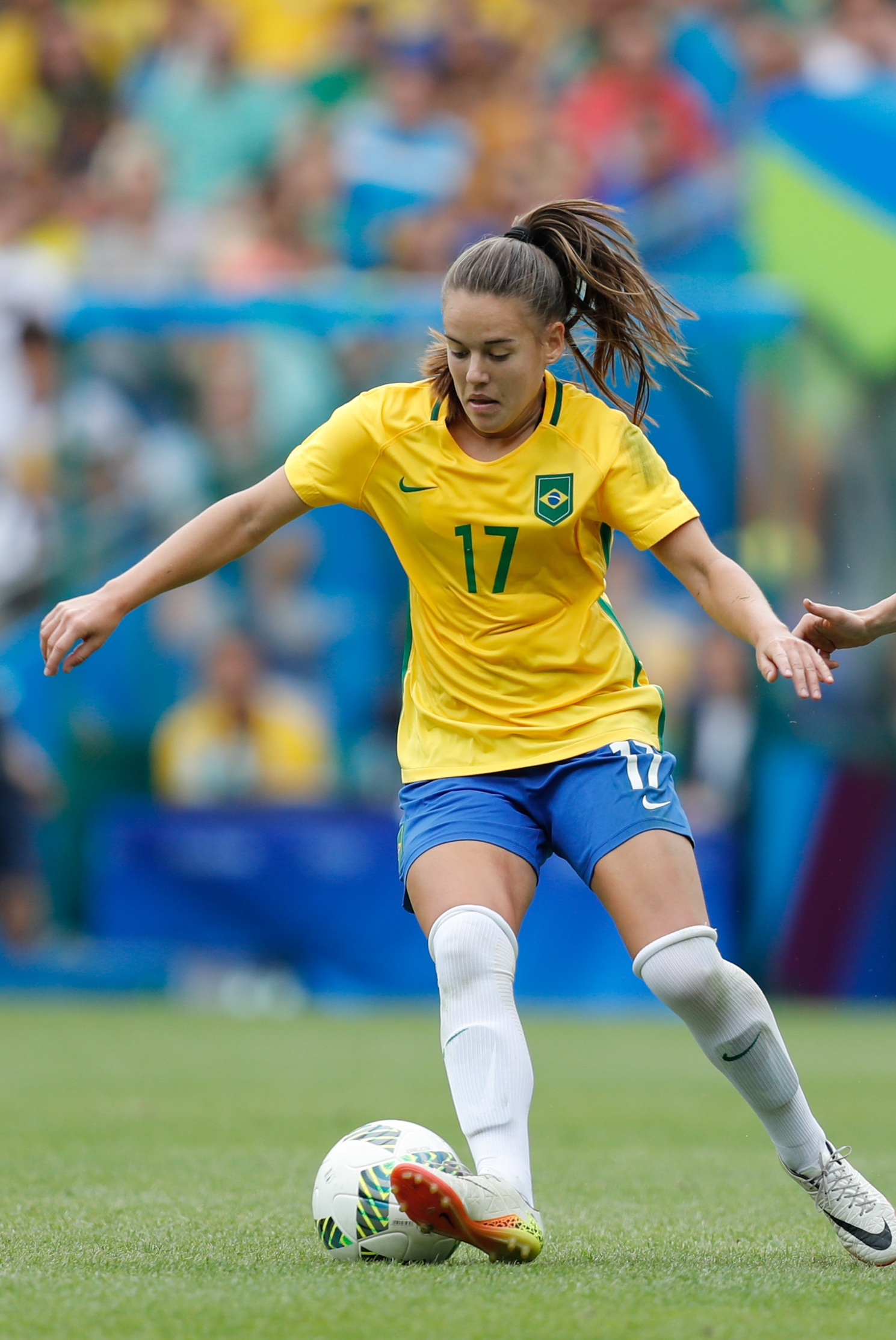
Andressinha jogando pela seleção brasileira durante os jogos olímpicos Rio 2016

### Seleção Sub-17
Foi convocada pela primeira vez para a Seleção Brasileira Sub-17, em 2009, aos 14 anos. Disputou as edições de 2010 e 2012 do Sul-Americano Sub-17 Feminino e da Copa do Mundo Sub-17 Feminina.[carece de fontes?] Andressa conquistou os dois Sul-Americanos Sub-17 disputados por ela, se sagrando bicampeã na categoria e sendo ela a autora do gol que deu o segundo título ao Brasil. Nos dois mundiais da categoria, no entanto, a Seleção Brasileira deixou a competição nas quartas-de-final. Em sua última participação em mundiais sub-17, Andressa era a capitã e destaque da equipe que foi eliminada nos acréscimos do segundo tempo pela Alemanha. Na ocasião, os organizadores do torneiro compararam seu potencial ao de Marta, comparação esta que também fora feita, 2 anos antes, após a conquista do Sul-Americano Sub-17 de 2010, pelo então técnico da categoria, Edvaldo Erlacher.
| “ | [Andressa é] uma menina que deve seguir pelo mesmo caminho, ou até além, do que Marta é hoje para o Brasil. | ” |
|   | — Edvaldo Erlacher, ex-técnico da Seleção Brasileira de Futebol Feminino Sub-17.                            |   |

#### Jogos e gols pela Seleção Sub-17
Expanda a caixa de informações para conferir os jogos e gols desta jogadora, pela Seleção Brasileira Sub-17.
| Jogos e gols pela Seleção Brasileira Sub-17 | Jogos e gols pela Seleção Brasileira Sub-17 | Jogos e gols pela Seleção Brasileira Sub-17            | Jogos e gols pela Seleção Brasileira Sub-17 | Jogos e gols pela Seleção Brasileira Sub-17 | Jogos e gols pela Seleção Brasileira Sub-17 | Jogos e gols pela Seleção Brasileira Sub-17 | Jogos e gols pela Seleção Brasileira Sub-17 | Jogos e gols pela Seleção Brasileira Sub-17 |
| Nº                                          | Data                                        | Local                                                  | Resultado                                   | Adversário                                  | Gols                                        | Placar                                      | Competição                                  | Ref.                                        |
| ------------------------------------------- | ------------------------------------------- | ------------------------------------------------------ | ------------------------------------------- | ------------------------------------------- | ------------------------------------------- | ------------------------------------------- | ------------------------------------------- | ------------------------------------------- |
| 1.                                          | 31 de janeiro de 2010                       | Comendador Souza, São Paulo, Brasil                    | 3–0                                         | Bolívia                                     | 0                                           | –                                           | Sul-Americano Sub-17 de 2010                | [ 89 ]                                      |
| 2.                                          | 2 de fevereiro de 2010                      | Rua Javari, São Paulo, Brasil                          | 0–15                                        | Equador                                     | 1                                           | 0–7                                         | Sul-Americano Sub-17 de 2010                | [ 90 ]                                      |
| 3.                                          | 4 de fevereiro de 2010                      | Comendador Souza, São Paulo, Brasil                    | 5–1                                         | Paraguai                                    | 1                                           | 4–1                                         | Sul-Americano Sub-17 de 2010                | [ 91 ]                                      |
| 4.                                          | 6 de fevereiro de 2010                      | Comendador Souza, São Paulo, Brasil                    | 0–5                                         | Peru                                        | 1                                           | 0–2                                         | Sul-Americano Sub-17 de 2010                | [ 92 ]                                      |
| 5.                                          | 9 de fevereiro de 2010                      | Pacaembu, São Paulo, Brasil                            | 6–2                                         | Venezuela                                   | 0                                           | –                                           | Sul-Americano Sub-17 de 2010                | [ 93 ]                                      |
| 6.                                          | 11 de fevereiro de 2010                     | Pacaembu, São Paulo, Brasil                            | 7–0                                         | Chile                                       | 1                                           | 6–0                                         | Sul-Americano Sub-17 de 2010                | [ 94 ]                                      |
| 7.                                          | 3 de abril de 2010                          | Pizza Hut Park, Frisco, Estados Unidos                 | 2–2                                         | Estados Unidos                              | ?                                           | ?                                           | 2010 U-17 Women's Dallas Cup                | [ 96 ]                                      |
| 8.                                          | 6 de setembro de 2010                       | Larry Gomes Stadium, Arima, Trinidad e Tobago          | 1–2                                         | Irlanda                                     | 0                                           | –                                           | Copa do Mundo Sub-17 de 2010                | [ 97 ]                                      |
| 9.                                          | 9 de setembro de 2010                       | Larry Gomes Stadium, Arima, Trinidad e Tobago          | 1–0                                         | Gana                                        | 0                                           | –                                           | Copa do Mundo Sub-17 de 2010                | [ 98 ]                                      |
| 10.                                         | 13 de setembro de 2010                      | Manny Ramjohn Stadium, San Fernando, Trinidad e Tobago | 2–0                                         | Canadá                                      | 0                                           | –                                           | Copa do Mundo Sub-17 de 2010                | [ 99 ]                                      |
| 11.                                         | 17 de setembro de 2010                      | Ato Boldon Stadium, Couva, Trinidad e Tobago           | 2–1                                         | Espanha                                     | 0                                           | –                                           | Copa do Mundo Sub-17 de 2010                | [ 100 ]                                     |
| 12.                                         | 9 de março de 2012                          | El Tahuichi, Santa Cruz de la Sierra, Bolívia          | 7–0                                         | Paraguai                                    | 2                                           | 3–0                                         | Sul-Americano Sub-17 de 2012                | [ 101 ]                                     |
| 12.                                         | 9 de março de 2012                          | El Tahuichi, Santa Cruz de la Sierra, Bolívia          | 7–0                                         | Paraguai                                    | 2                                           | 7–0                                         | Sul-Americano Sub-17 de 2012                | [ 101 ]                                     |
| 13.                                         | 13 de março de 2012                         | El Tahuichi, Santa Cruz de la Sierra, Bolívia          | 0–3                                         | Venezuela                                   | 0                                           | –                                           | Sul-Americano Sub-17 de 2012                | [ 102 ]                                     |
| 14.                                         | 15 de março de 2012                         | El Tahuichi, Santa Cruz de la Sierra, Bolívia          | 5–1                                         | Colômbia                                    | 1                                           | 4–1                                         | Sul-Americano Sub-17 de 2012                | [ 103 ]                                     |
| 15.                                         | 17 de março de 2012                         | La Caldera del Diablo, Montero, Bolívia                | 0–9                                         | Chile                                       | 0                                           | –                                           | Sul-Americano Sub-17 de 2012                | [ 104 ]                                     |
| 16.                                         | 21 de março de 2012                         | Estádio Patria, Sucre, Bolívia                         | 5–1                                         | Argentina                                   | 0                                           | –                                           | Sul-Americano Sub-17 de 2012                | [ 105 ]                                     |
| 17.                                         | 23 de março de 2012                         | Estádio Patria, Sucre, Bolívia                         | 3–1                                         | Colômbia                                    | 1                                           | 2–1                                         | Sul-Americano Sub-17 de 2012                | [ 106 ]                                     |
| 18.                                         | 25 de março de 2012                         | Estádio Patria, Sucre, Bolívia                         | 0–1                                         | Uruguai                                     | 1                                           | 0–1                                         | Sul-Americano Sub-17 de 2012                | [ 107 ]                                     |
| 19.                                         | 23 de setembro de 2012                      | Bayil Stadium, Baku, Azerbaijão                        | 0–5                                         | Japão                                       | 0                                           | –                                           | Copa do Mundo Sub-17 de 2012                | [ 108 ]                                     |
| 20.                                         | 26 de setembro de 2012                      | 8 km Stadium, Baku, Azerbaijão                         | 0–1                                         | México                                      | 0                                           | –                                           | Copa do Mundo Sub-17 de 2012                | [ 109 ]                                     |
| 21.                                         | 30 de setembro de 2012                      | 8 km Stadium, Baku, Azerbaijão                         | 3–4                                         | Nova Zelândia                               | 1                                           | 1–3                                         | Copa do Mundo Sub-17 de 2012                | [ 110 ]                                     |
| 22.                                         | 5 de outubro de 2012                        | 8 km Stadium, Baku, Azerbaijão                         | 2–1                                         | Alemanha                                    | 0                                           | –                                           | Copa do Mundo Sub-17 de 2012                | [ 111 ]                                     |
| Legenda: Vitórias — Empates — Derrotas      |                                             |                                                        |                                             |                                             |                                             |                                             |                                             |                                             |

### Seleção Brasileira Sub-20
Disputou as edições de 2012 e 2014 do Sul-Americano Sub-20 Feminino.[carece de fontes?] Conquistou o título sul-americano da categoria naquelas duas ocasiões e a artilharia da edição de 2014, onde também usou a braçadeira de capitã. Andressinha voltou a defender a Seleção Sub-20 na Copa do Mundo Sub-20 Feminina de 2014,[carece de fontes?] mas as brasileiras caíram ainda na fase de grupos.

#### Jogos e gols pela Seleção Brasileira Sub-20
Expanda a caixa de informações para conferir todos os jogos e gols desta jogadora, pela Seleção Brasileira Sub-20.
| Jogos e gols pela Seleção Brasileira Sub-20 | Jogos e gols pela Seleção Brasileira Sub-20 | Jogos e gols pela Seleção Brasileira Sub-20             | Jogos e gols pela Seleção Brasileira Sub-20 | Jogos e gols pela Seleção Brasileira Sub-20 | Jogos e gols pela Seleção Brasileira Sub-20 | Jogos e gols pela Seleção Brasileira Sub-20 | Jogos e gols pela Seleção Brasileira Sub-20 | Jogos e gols pela Seleção Brasileira Sub-20 |
| Nº                                          | Data                                        | Local                                                   | Resultado                                   | Adversário                                  | Gols                                        | Placar                                      | Competição                                  | Ref.                                        |
| ------------------------------------------- | ------------------------------------------- | ------------------------------------------------------- | ------------------------------------------- | ------------------------------------------- | ------------------------------------------- | ------------------------------------------- | ------------------------------------------- | ------------------------------------------- |
| 1.                                          | 20 de janeiro de 2012                       | Vila Capanema, Curitiba, Brasil                         | 2–0                                         | Paraguai                                    | 0                                           | –                                           | Sul-Americano Sub-20 de 2012                | [ 114 ]                                     |
| 2.                                          | 24 de janeiro de 2012                       | Estádio Germano Krüger, Ponta Grossa, Brasil            | 0–6                                         | Peru                                        | 0                                           | –                                           | Sul-Americano Sub-20 de 2012                | [ 115 ]                                     |
| 3.                                          | 28 de janeiro de 2012                       | Caranguejão, Paranaguá, Brasil                          | 1–2                                         | Bolívia                                     | 0                                           | –                                           | Sul-Americano Sub-20 de 2012                | [ 116 ]                                     |
| 4.                                          | 1 de fevereiro de 2012                      | Estádio Germano Krüger, Ponta Grossa, Brasil            | 1–0                                         | Colômbia                                    | 0                                           | –                                           | Sul-Americano Sub-20 de 2012                | [ 117 ]                                     |
| 5.                                          | 3 de fevereiro de 2012                      | Vila Capanema, Curitiba, Brasil                         | 8–0                                         | Paraguai                                    | 0                                           | –                                           | Sul-Americano Sub-20 de 2012                | [ 118 ]                                     |
| 6.                                          | 5 de fevereiro de 2012                      | Couto Pereira, Curitiba, Brasil                         | 2–0                                         | Argentina                                   | 0                                           | –                                           | Sul-Americano Sub-20 de 2012                | [ 119 ]                                     |
| 7.                                          | 13 de janeiro de 2014                       | Estádio Charrúa, Montevidéu, Uruguai                    | 2–0                                         | Chile                                       | 0                                           | –                                           | Sul-Americano Sub-20 de 2014                | [ 120 ]                                     |
| 8.                                          | 15 de janeiro de 2014                       | Estadio Charrúa, Montevidéu, Uruguai                    | 1–8                                         | Uruguai                                     | 1                                           | 0–1                                         | Sul-Americano Sub-20 de 2014                | [ 121 ]                                     |
| 9.                                          | 19 de janeiro de 2014                       | Estadio Charrúa, Montevidéu, Uruguai                    | 0–0                                         | Colômbia                                    | 0                                           | –                                           | Sul-Americano Sub-20 de 2014                | [ 122 ]                                     |
| 10.                                         | 21 de janeiro de 2014                       | Estadio Charrúa, Montevidéu, Uruguai                    | 3–2                                         | Venezuela                                   | 1                                           | 2–0                                         | Sul-Americano Sub-20 de 2014                | [ 123 ]                                     |
| 11.                                         | 25 de janeiro de 2014                       | Estadio Municipal Parque Liebig's, Fray Bentos, Uruguai | 3–0                                         | Bolívia                                     | 1                                           | 1–0                                         | Sul-Americano Sub-20 de 2014                | [ 124 ]                                     |
| 12.                                         | 28 de janeiro de 2014                       | Estadio Municipal Parque Liebig's, Fray Bentos, Uruguai | 0–6                                         | Colômbia                                    | 2                                           | 0–3                                         | Sul-Americano Sub-20 de 2014                | [ 125 ]                                     |
| 12.                                         | 28 de janeiro de 2014                       | Estadio Municipal Parque Liebig's, Fray Bentos, Uruguai | 0–6                                         | Colômbia                                    | 2                                           | 0–5                                         | Sul-Americano Sub-20 de 2014                | [ 125 ]                                     |
| 13.                                         | 31 de janeiro de 2014                       | Estadio Municipal Parque Liebig's, Fray Bentos, Uruguai | 2–0                                         | Paraguai                                    | 1                                           | 1–0                                         | Sul-Americano Sub-20 de 2014                | [ 126 ]                                     |
| 14.                                         | 5 de agosto de 2014                         | Commonwealth Stadium, Edmonton, Canadá                  | 1–1                                         | China                                       | 0                                           | –                                           | Copa do Mundo Sub-20 de 2014                | [ 127 ]                                     |
| 15.                                         | 8 de agosto de 2014                         | Commonwealth Stadium, Edmonton, Canadá                  | 1–0                                         | Estados Unidos                              | 0                                           | –                                           | Copa do Mundo Sub-20 de 2014                | [ 128 ]                                     |
| 16.                                         | 12 de agosto de 2014                        | Estádio Olímpico, Montreal, Canadá                      | 1–5                                         | Alemanha                                    | 0                                           | –                                           | Copa do Mundo Sub-20 de 2014                | [ 129 ]                                     |
| Legenda: Vitórias — Empates — Derrotas      |                                             |                                                         |                                             |                                             |                                             |                                             |                                             |                                             |

### Seleção Brasileira Principal
Em 19 de dezembro de 2012, Andressinha estreou pela seleção principal, em jogo contra a Dinamarca na final do Torneio Internacional de Futebol Feminino daquele ano,[carece de fontes?] quando o Brasil conquistou seu terceiro título na competição. Voltou a atuar pela equipe principal, em setembro de 2014, na Copa América Feminina daquele ano, onde as brasileiras conquistaram o hexacampeonato. Em dezembro de 2014, disputou outra edição do Torneio Internacional de Futebol Feminino, novamente conquistado pelo Brasil. Foi no Torneio Internacional daquele ano, em 18 de dezembro de 2014, que Andressinha marcou seu primeiro gol pela Seleção Brasileira principal, numa cobrança de falta na vitória de 4 a 1 sobre a China. Ela jogou como volante ao lado de Formiga e foi elogiada pelo então técnico da Seleção, Vadão.
| “ | Sempre que me perguntam sobre o futuro do futebol feminino, falo da Andressinha.       | ” |
|   | — Oswaldo Fumeiro Alvarez, o Vadão, técnico da Seleção Brasileira de Futebol Feminino. |   |

Andressinha foi convocada, em fevereiro de 2015, para a Seleção Brasileira Permanente de Futebol Feminino, um programa de residência de 18 meses destinado a preparar a Seleção para Copa do Mundo Feminina de 2015 e para os Jogos Olímpicos Rio 2016. Em março de 2015, em preparação para o Mundial daquele ano, disputou a Copa Algarve, onde o Brasil ficou apenas com a 7ª colocação. Na Copa do Mundo de 2015, atuou como titular em todos os jogos da Seleção Brasileira, que na fase de grupos se classificou antecipadamente em primeiro lugar, invicta e sem sofrer gols. Andressinha foi eleita a Jogadora da Partida na vitória do Brasil por 1 a 0 sobre a Costa Rica. As brasileiras, no entanto, foram eliminadas nas oitavas-de-final pela Austrália.
Um mês após o mundial, em julho de 2015, Andressinha voltou a jogar pela seleção, agora vestindo a camisa número 10, para representar o Brasil nos Jogos Pan-Americanos de 2015, em Toronto, quando a Seleção de Futebol Feminino conquistou sua terceira medalha de ouro na competição. Em dezembro de 2015, esteve com o elenco da Seleção Brasileira em mais uma edição do Torneio Internacional de Futebol Feminino, onde o Brasil se tornou hexacampeão da competição. Participou da edição de 2016 da Copa Algarve, em março daquele ano, competição na qual a Seleção ficou com a vice colocação.

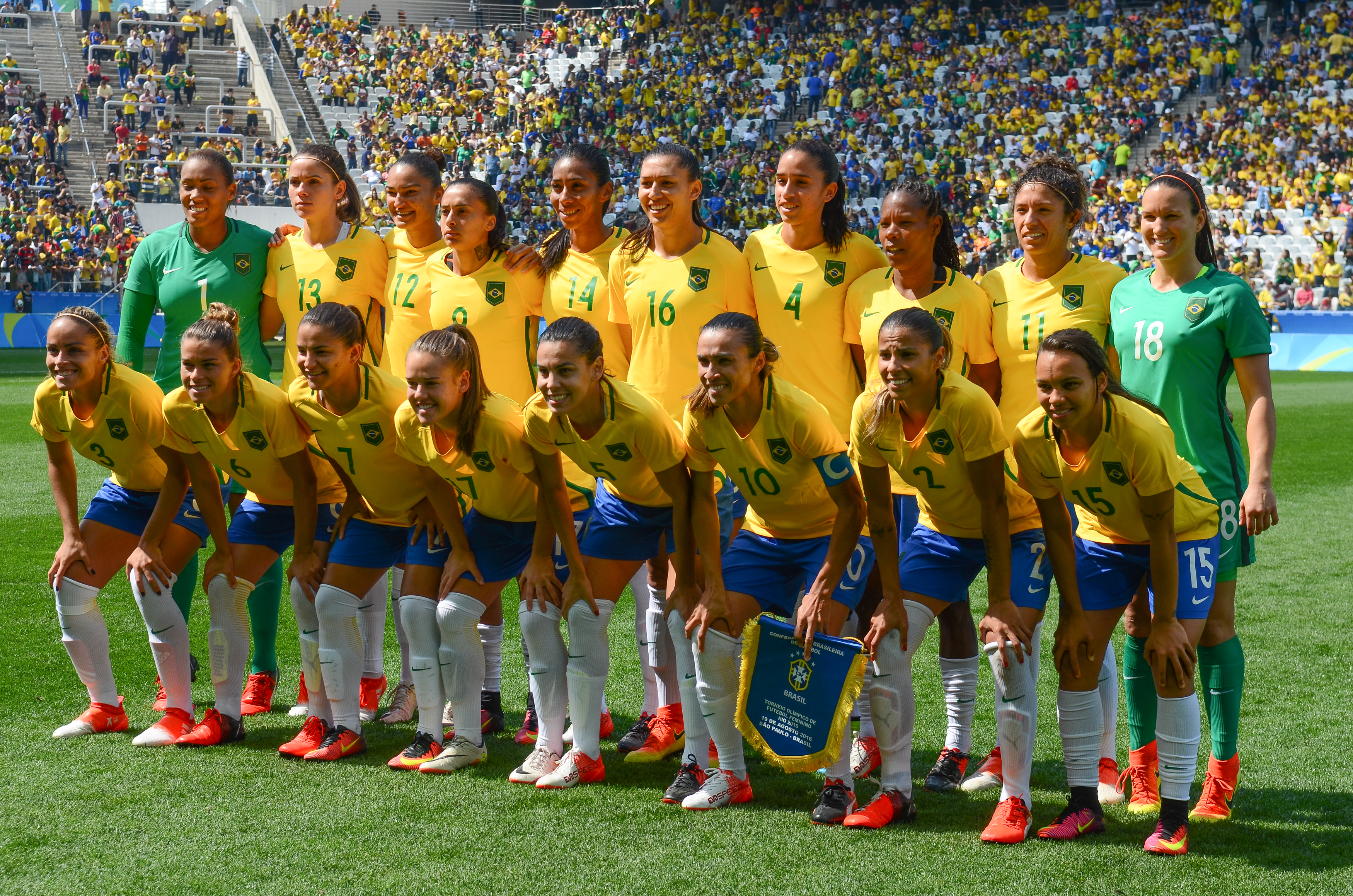
Seleção Brasileira nos Jogos Olímpicos Rio 2016.

Em 12 de julho de 2016, Andressinha foi convocada para os Jogos Olímpicos daquele ano, a serem disputados no Rio de Janeiro. Ela iniciou a competição como reserva, mas, após ótima atuação ao entrar no segundo tempo da vitória das brasileiras por 3 a 0 contra a China, passou a ser opção recorrente do técnico Vadão.[carece de fontes?] Participou de 5 dos 6 jogos da Seleção naquela competição e foi titular no terceiro jogo da fase de grupos, no empate sem gols contra a África do Sul. No jogo das quartas de final contra a Austrália, a Seleção Brasileira seguia empatando em 0 a 0, já no final da prorrogação, quando Andressinha entrou na partida faltando 4 minutos para o término e pouco pode contribuir. A partida contra as australianas seguiu para as penalidades, onde Andressinha cobrou e converteu o segundo pênalti das brasileiras, que seriam vencedoras daquela partida. A Seleção, no entanto, acabou derrotada na semifinal pela Suécia, após mais um empate sem gols e nova disputa de pênaltis, onde a goleira Lindhal defendeu as cobranças de Andressinha e Cristiane. As brasileiras voltariam a ser derrotadas na disputa pela Medalha de Bronze, desta vez pela Seleção Canadense, em jogo que Andressinha não atuou, ficando em 4º lugar.

#### Jogos e gols pela Seleção Brasileira
Expanda a caixa de informações para conferir todos os jogos e gols desta jogadora, pela Seleção Brasileira.
| Jogos e gols pela Seleção Brasileira   | Jogos e gols pela Seleção Brasileira | Jogos e gols pela Seleção Brasileira                          | Jogos e gols pela Seleção Brasileira | Jogos e gols pela Seleção Brasileira | Jogos e gols pela Seleção Brasileira | Jogos e gols pela Seleção Brasileira | Jogos e gols pela Seleção Brasileira | Jogos e gols pela Seleção Brasileira |
| Nº                                     | Data                                 | Local                                                         | Resultado                            | Adversário                           | Gols                                 | Placar                               | Competição                           | Ref.                                 |
| -------------------------------------- | ------------------------------------ | ------------------------------------------------------------- | ------------------------------------ | ------------------------------------ | ------------------------------------ | ------------------------------------ | ------------------------------------ | ------------------------------------ |
| 1.                                     | 19 de dezembro de 2012               | Pacaembu, São Paulo, Brasil                                   | 2–2                                  | Dinamarca                            | 0                                    | –                                    | Torneio Internacional de 2012        | [ 155 ]                              |
| 2.                                     | 20 de setembro de 2014               | Estadio Jorge Andrade Cantos, Azogues, Equador                | 0–2                                  | Argentina                            | 0                                    | –                                    | Copa América de 2014                 | [ 156 ]                              |
| 3.                                     | 24 de setembro de 2014               | La Caldera del Sur, Quito, Equador                            | 4–0                                  | Equador                              | 0                                    | –                                    | Copa América de 2014                 | [ 157 ]                              |
| 4.                                     | 26 de setembro de 2014               | Estádio Rumiñahui, Sangolquí, Equador                         | 6–0                                  | Argentina                            | 0                                    | –                                    | Copa América de 2014                 | [ 158 ]                              |
| 5.                                     | 28 de setembro de 2014               | Estádio Olímpico Atahualpa, Quito, Equador                    | 0–0                                  | Colômbia                             | 0                                    | –                                    | Copa América de 2014                 | [ 159 ]                              |
| 6.                                     | 26 de novembro de 2014               | Stade de Gerland, Lyon, França                                | 2–0                                  | França                               | 0                                    | –                                    | Amistoso                             | [ 160 ]                              |
| 7.                                     | 10 de dezembro de 2014               | Mané Garrincha, Brasília, Brasil                              | 4–0                                  | Argentina                            | 0                                    | –                                    | Torneio Internacional de 2014        | [ 161 ]                              |
| 8.                                     | 14 de dezembro de 2014               | Mané Garrincha, Brasília, Brasil                              | 3–2                                  | Estados Unidos                       | 0                                    | –                                    | Torneio Internacional de 2014        | [ 162 ]                              |
| 9.                                     | 18 de dezembro de 2014               | Mané Garrincha, Brasília, Brasil                              | 4–1                                  | China                                | 1                                    | 2–0                                  | Torneio Internacional de 2014        | [ 163 ]                              |
| 10.                                    | 21 de dezembro de 2014               | Mané Garrincha, Brasília, Brasil                              | 0–0                                  | Estados Unidos                       | 0                                    | –                                    | Torneio Internacional de 2014        | [ 164 ]                              |
| 11.                                    | 6 de março de 2015                   | Estádio Municipal, Lagos, Portugal                            | 0–2                                  | Suécia                               | 0                                    | –                                    | Copa Algarve de 2015                 | [ 165 ]                              |
| 12.                                    | 9 de março de 2015                   | Estádio da Bela Vista, Parchal, Portugal                      | 1–3                                  | Alemanha                             | 0                                    | –                                    | Copa Algarve de 2015                 | [ 166 ]                              |
| 13.                                    | 11 de março de 2015                  | Estádio Municipal, Albufeira, Portugal                        | 4–1                                  | Suíça                                | 0                                    | –                                    | Copa Algarve de 2015                 | [ 167 ]                              |
| 14.                                    | 8 de abril de 2015                   | Runhof, Fürth, Alemanha                                       | 4–0                                  | Alemanha                             | 0                                    | –                                    | Amistoso                             | [ 168 ]                              |
| 15.                                    | 10 de junho de 2015                  | Estádio Olímpico, Montreal, Canadá                            | 2–0                                  | Coreia do Sul                        | 0                                    | –                                    | Copa do Mundo de 2015                | [ 169 ]                              |
| 16.                                    | 13 de junho de 2015                  | Estádio Olímpico, Montreal, Canadá                            | 1–0                                  | Espanha                              | 0                                    | –                                    | Copa do Mundo de 2015                | [ 170 ]                              |
| 17.                                    | 17 de junho de 2015                  | Estádio de Moncton, Moncton, Canadá                           | 0–1                                  | Costa Rica                           | 0                                    | –                                    | Copa do Mundo de 2015                | [ 171 ]                              |
| 18.                                    | 21 de junho de 2015                  | Estádio de Moncton, Moncton, Canadá                           | 0–1                                  | Austrália                            | 0                                    | –                                    | Copa do Mundo de 2015                | [ 172 ]                              |
| 19.                                    | 11 de julho de 2015                  | Tim Hortons Field, Hamilton, Canadá                           | 0–3                                  | Costa Rica                           | 0                                    | –                                    | Jogos Pan-Americanos de 2015         | [ 173 ]                              |
| 20.                                    | 15 de julho de 2015                  | Tim Hortons Field, Hamilton, Canadá                           | 7–1                                  | Equador                              | 0                                    | –                                    | Jogos Pan-Americanos de 2015         | [ 174 ]                              |
| 21.                                    | 19 de julho de 2015                  | Tim Hortons Field, Hamilton, Canadá                           | 0–2                                  | Canadá                               | 0                                    | –                                    | Jogos Pan-Americanos de 2015         | [ 175 ]                              |
| 22.                                    | 22 de julho de 2015                  | Tim Hortons Field, Hamilton, Canadá                           | '4–2                                 | México                               | 0                                    | –                                    | Jogos Pan-Americanos de 2015         | [ 176 ]                              |
| 23.                                    | 25 de julho de 2015                  | Tim Hortons Field, Hamilton, Canadá                           | 4–0                                  | Colômbia                             | 0                                    | –                                    | Jogos Pan-Americanos de 2015         | [ 177 ]                              |
| 24.                                    | 19 de setembro de 2015               | Stade Océane, Le Havre, França                                | 2–1                                  | França                               | 0                                    | –                                    | Amistoso                             | [ 178 ]                              |
| 25.                                    | 21 de outubro de 2015                | CenturyLink Field, Seattle, Estados Unidos                    | 1–1                                  | Estados Unidos                       | 0                                    | –                                    | Amistoso                             | [ 179 ]                              |
| 26.                                    | 25 de outubro de 2015                | Camping World Stadium, Orlando, Estados Unidos                | 3–1                                  | Estados Unidos                       | 0                                    | –                                    | Amistoso                             | [ 180 ]                              |
| 27.                                    | 28 de novembro de 2015               | Pacaembu, São Paulo, Brasil                                   | 0–1                                  | Nova Zelândia                        | 0                                    | –                                    | Amistoso                             | [ 181 ]                              |
| 28.                                    | 1 de dezembro de 2015                | Arena Pantanal, Cuiabá, Brasil                                | 5–1                                  | Nova Zelândia                        | 0                                    | –                                    | Amistoso                             | [ 182 ]                              |
| 29.                                    | 9 de dezembro de 2015                | Arena das Dunas, Natal, Brasil                                | 11–0                                 | Trinidad e Tobago                    | 0                                    | –                                    | Torneio Internacional de 2015        | [ 183 ]                              |
| 30.                                    | 13 de dezembro de 2015               | Arena das Dunas, Natal, Brasil                                | 0–6                                  | México                               | 0                                    | –                                    | Torneio Internacional de 2015        | [ 184 ]                              |
| 31.                                    | 16 de dezembro de 2015               | Arena das Dunas, Natal, Brasil                                | 2–1                                  | Canadá                               | 0                                    | –                                    | Torneio Internacional de 2015        | [ 185 ]                              |
| 32.                                    | 4 de março de 2016                   | Estádio Municipal, Vila Real de Santo António, Portugal       | 1–3                                  | Portugal                             | 0                                    | –                                    | Copa Algarve de 2016                 | [ 186 ]                              |
| 33.                                    | 7 de março de 2016                   | Estádio Municipal, Lagos, Portugal                            | 3–0                                  | Rússia                               | 0                                    | –                                    | Copa Algarve de 2016                 | [ 187 ]                              |
| 34.                                    | 4 de junho de 2016                   | BMO Field, Toronto, Canadá                                    | 0–2                                  | Canadá                               | 0                                    | –                                    | Amistoso                             | [ 188 ]                              |
| 35.                                    | 7 de junho de 2016                   | TD Place Stadium, Ottawa, Canadá                              | 1–0                                  | Canadá                               | 0                                    | –                                    | Amistoso                             | [ 189 ]                              |
| 36.                                    | 23 de julho de 2016                  | PV, Fortaleza, Brasil                                         | 3–1                                  | Austrália                            | 0                                    | –                                    | Amistoso                             | [ 190 ]                              |
| 37.                                    | 3 de agosto de 2016                  | Engenhão, Rio de Janeiro, Brasil                              | 3–0                                  | China                                | 0                                    | –                                    | Jogos Olímpicos de 2016              | [ 191 ]                              |
| 38.                                    | 6 de agosto de 2016                  | Engenhão, Rio de Janeiro, Brasil                              | 5–1                                  | Suécia                               | 0                                    | –                                    | Jogos Olímpicos de 2016              | [ 192 ]                              |
| 39.                                    | 9 de agosto de 2016                  | Arena da Amazônia, Manaus, Brasil                             | 0–0                                  | África do Sul                        | 0                                    | –                                    | Jogos Olímpicos de 2016              | [ 193 ]                              |
| 40.                                    | 12 de agosto de 2016                 | Mineirão, Belo Horizonte, Brasil                              | (7) 0–0 (6)                          | Austrália                            | 0                                    | –                                    | Jogos Olímpicos de 2016              | [ 194 ]                              |
| 41.                                    | 16 de agosto de 2016                 | Maracanã, Rio de Janeiro, Brasil                              | (3) 0–0 (4)                          | Suécia                               | 0                                    | –                                    | Jogos Olímpicos de 2016              | [ 195 ]                              |
| 42.                                    | 16 de setembro de 2016               | Stade des Alpes, Grenoble, França                             | 1–1                                  | França                               | 0                                    | –                                    | Amistoso                             | [ 196 ]                              |
| 43.                                    | 7 de dezembro de 2016                | Arena da Amazônia, Manaus, Brasil                             | 6–0                                  | Costa Rica                           | 1                                    | 1–0                                  | Torneio Internacional de 2016        | [ 197 ]                              |
| 44.                                    | 11 de dezembro de 2016               | Arena da Amazônia, Manaus, Brasil                             | 0–4                                  | Rússia                               | 0                                    | –                                    | Torneio Internacional de 2016        | [ 198 ]                              |
| 45.                                    | 14 de dezembro de 2016               | Arena da Amazônia, Manaus, Brasil                             | 3–1                                  | Itália                               | 1                                    | 1–0                                  | Torneio Internacional de 2016        | [ 199 ]                              |
| 46.                                    | 18 de dezembro de 2016               | Arena da Amazônia, Manaus, Brasil                             | 5–3                                  | Itália                               | 2                                    | 3–2                                  | Torneio Internacional de 2016        | [ 200 ]                              |
| 46.                                    | 18 de dezembro de 2016               | Arena da Amazônia, Manaus, Brasil                             | 5–3                                  | Itália                               | 2                                    | 4–2                                  | Torneio Internacional de 2016        | [ 200 ]                              |
| 47.                                    | 10 de junho de 2017                  | Estadio Municipal Fernando Torres, Madrid, Espanha            | 1–2                                  | Espanha                              | 0                                    | –                                    | Amistoso                             | [ 201 ]                              |
| 48.                                    | 13 de junho de 2017                  | Laugardalsvöllur, Reykjavík, Islândia                         | 0–1                                  | Islândia                             | 0                                    | –                                    | Amistoso                             | [ 202 ]                              |
| 49.                                    | 27 de julho de 2017                  | CenturyLink Field, Seattle, Estados Unidos                    | 1–1                                  | Japão                                | 0                                    | –                                    | Torneio das Nações de 2017           | [ 203 ]                              |
| 50.                                    | 30 de julho de 2017                  | Qualcomm Stadium, San Diego, Estados Unidos                   | 4–3                                  | Estados Unidos                       | 2                                    | 0–1                                  | Torneio das Nações de 2017           | [ 204 ]                              |
| 50.                                    | 30 de julho de 2017                  | Qualcomm Stadium, San Diego, Estados Unidos                   | 4–3                                  | Estados Unidos                       | 2                                    | 1–3                                  | Torneio das Nações de 2017           | [ 204 ]                              |
| 51.                                    | 3 de agosto de 2017                  | StubHub Center, Carson, Estados Unidos                        | 6–1                                  | Austrália                            | 0                                    | –                                    | Torneio das Nações de 2017           | [ 205 ]                              |
| 52.                                    | 16 de setembro de 2017               | Penrith Stadium, Sydney, Austrália                            | 2–1                                  | Austrália                            | 0                                    | –                                    | Amistoso                             | [ 206 ]                              |
| 53.                                    | 19 de setembro de 2017               | McDonald Jones Stadium, Newcastle, Austrália                  | 3–2                                  | Austrália                            | 0                                    | –                                    | Amistoso                             | [ 207 ]                              |
| 54.                                    | 19 de outubro de 2017                | Yongchuan Stadium, Chongqing, China                           | 3–0                                  | México                               | 0                                    | –                                    | Copa CFA de 2017                     | [ 208 ]                              |
| 55.                                    | 21 de outubro de 2017                | Yongchuan Stadium, Chongqing, China                           | 2–0                                  | Coreia do Norte                      | 0                                    | –                                    | Copa CFA de 2017                     | [ 209 ]                              |
| 56.                                    | 24 de outubro de 2017                | Yongchuan Stadium, Chongqing, China                           | 2–2                                  | China                                | 0                                    | –                                    | Copa CFA de 2017                     | [ 210 ]                              |
| 57.                                    | 25 de novembro de 2017               | Estádio Diaguita, Ovalle, Chile                               | 0–4                                  | Chile                                | 0                                    | –                                    | Amistoso                             | [ 211 ]                              |
| 58.                                    | 28 de novembro de 2017               | Estádio La Portada, La Serena, Chile                          | 0–3                                  | Chile                                | 0                                    | –                                    | Amistoso                             | [ 212 ]                              |
| 59.                                    | 7 de abril de 2018                   | Estádio Municipal Francisco Sánchez Rumoroso, Coquimbo, Chile | 8–0                                  | Equador                              | 1                                    | 3–0                                  | Copa América de 2018                 | [ 214 ]                              |
| 60.                                    | 11 de abril de 2018                  | Estádio Municipal Francisco Sánchez Rumoroso, Coquimbo, Chile | 4–0                                  | Venezuela                            | 0                                    | –                                    | Copa América de 2018                 | [ 215 ]                              |
| 61.                                    | 13 de abril de 2018                  | Estádio Municipal Francisco Sánchez Rumoroso, Coquimbo, Chile | 0–7                                  | Bolívia                              | 2                                    | 0–2                                  | Copa América de 2018                 | [ 216 ]                              |
| 61.                                    | 13 de abril de 2018                  | Estádio Municipal Francisco Sánchez Rumoroso, Coquimbo, Chile | 0–7                                  | Bolívia                              | 2                                    | 0–4                                  | Copa América de 2018                 | [ 216 ]                              |
| 62.                                    | 16 de abril de 2018                  | Estádio La Portada, La Serena, Chile                          | 3–1                                  | Chile                                | 0                                    | –                                    | Copa América de 2018                 | [ 217 ]                              |
| 63.                                    | 19 de abril de 2018                  | Estádio La Portada, La Serena, Chile                          | 3–0                                  | Argentina                            | 0                                    | –                                    | Copa América de 2018                 | [ 219 ]                              |
| 64.                                    | 26 de julho de 2018                  | Children's Mercy Park, Kansas City, Estados Unidos            | 1–3                                  | Austrália                            | 0                                    | –                                    | Torneio das Nações de 2018           | [ 220 ]                              |
| 65.                                    | 29 de julho de 2018                  | Pratt & Whitney Stadium, East Hartford, Estados Unidos        | 1–2                                  | Japão                                | 0                                    | –                                    | Torneio das Nações de 2018           | [ 221 ]                              |
| 66.                                    | 2 de setembro de 2018                | TD Place Stadium, Ottawa, Canadá                              | 1–0                                  | Canadá                               | 0                                    | –                                    | Amistoso                             | [ 222 ]                              |
| –                                      | 4 de setembro de 2018                | TD Place Stadium, Ottawa, Canadá                              | 0–1                                  | Canadá                               | 0                                    | –                                    | Amistoso (não-oficial)               | [ 223 ]                              |
| 67.                                    | 6 de outubro de 2018                 | Meadow Lane, Nottingham, Inglaterra                           | 1–0                                  | Inglaterra                           | 0                                    | –                                    | Amistoso                             | [ 224 ]                              |
| 68.                                    | 10 de novembro de 2018               | Allianz Riviera, Nice, França                                 | 3–0                                  | França                               | 0                                    | –                                    | Amistoso                             | [ 225 ]                              |
| Legenda: Vitórias — Empates — Derrotas |                                      |                                                               |                                      |                                      |                                      |                                      |                                      |                                      |

## Homenagens

### Cidadã Benemérita de Roque Gonzales
Em abril de 2014, a Câmara de Vereadores de Roque Gonzales concedeu o título de Cidadã Benemérita a Andressinha, que o recebeu em cerimônia realizada em 26 de dezembro daquele ano.

### Prêmio Mérito Olímpico
Em 23 de novembro de 2016, a Assembleia Legislativa do Rio Grande do Sul homenageou com o Prêmio Mérito Olímpico os atletas gaúchos que participaram dos Jogos Olímpicos e Paraolímpicos de 2016 no Rio de Janeiro. Naquela ocasião, por impossibilidade de comparecer à cerimônia, Andressinha foi representada por Marcos Planeta, Coordenador do Departamento de Futebol Feminino do E.C. Pelotas, clube que revelou a jogadora.

### Outras homenagens
Em fevereiro de 2010, ao retornar à sua cidade natal, Roque Gonzales, após conquista do Campeonato Sul-Americano Sub-17 daquele ano, foi recepcionada por moradores e homenageada pela prefeitura, com direito a desfile em carro aberto. Na ocasião foi feito um molde em cal com a marca dos seus pés para ficar exposto na galeria dos esportes da Casa de Cultura de Roque Gonzales.
Em 2012, foi novamente homenageada pela prefeitura de Roque Gonzales e, em 20 de dezembro de 2016, pela Câmara Municipal de Pelotas.

### Princesa Andressinha
Em 2017, Andressinha foi homenageada pelo rapper paraibano Luciano D10 na música "Princesa Andressinha".

## Títulos
Kindermann
- Campeonato Catarinense: 2010,[12][13] 2011,[14] 2012[15] e 2013[16]
- Campeonato Catarinense de Futsal Sub-17: 2010[18] e 2012[235][236]

Iranduba
- Campeonato Amazonense: 2017[73]

Corinthians
- Campeonato Brasileiro: 2020, 2021
- Copa Libertadores: 2021
- Campeonato Paulista: 2020, 2021

Seleção Brasileira
- Copa América: 2014[237][238] e 2018[239][240]

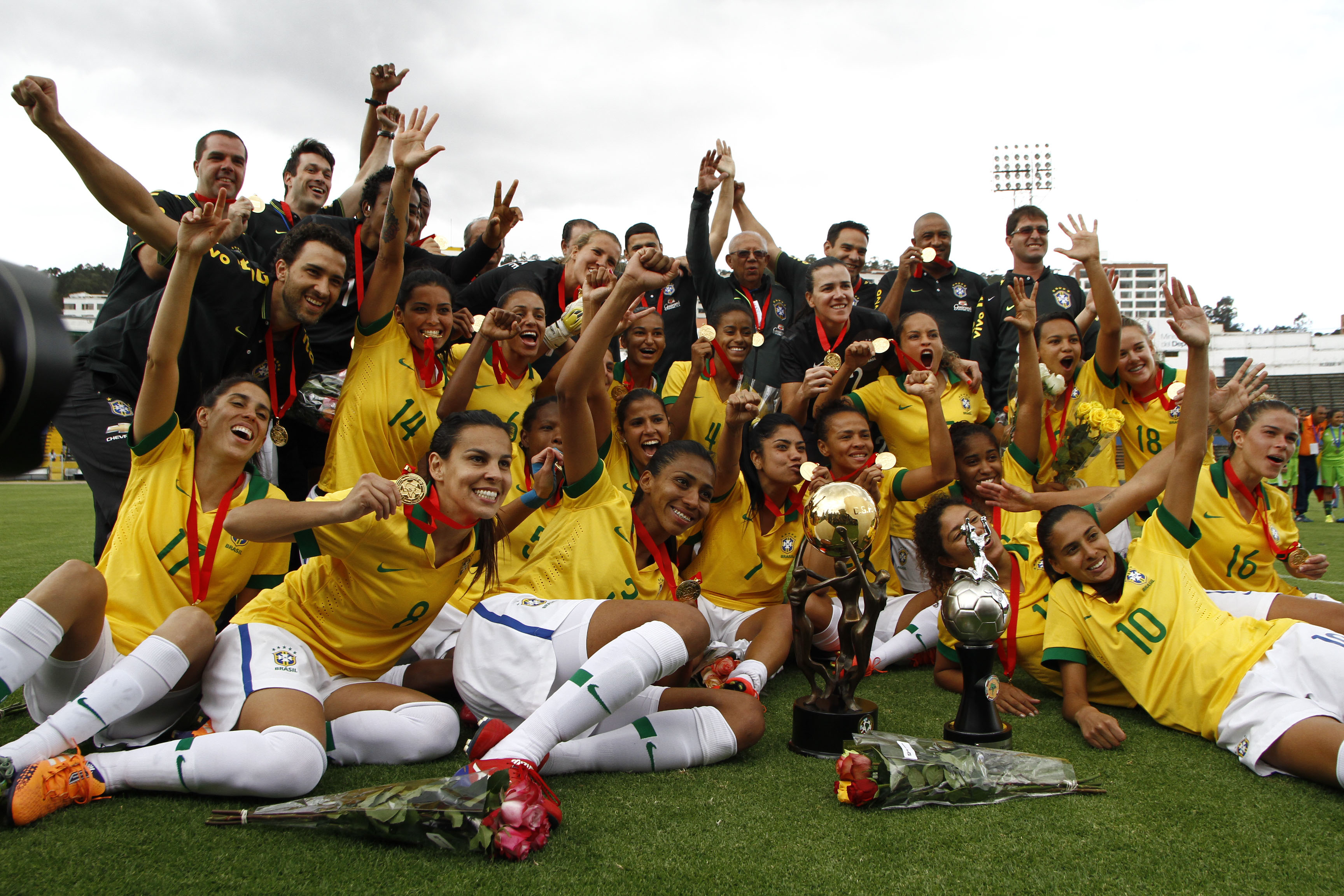
Brasil campeão do Sul-Americano de 2014 (6º título).

- Jogos Pan-Americanos: medalha de ouro (Toronto 2015)
- Campeonato Sul-Americano Sub-20: 2012[carece de fontes?] e 2014[241]
- Campeonato Sul-Americano Sub-17: 2010[carece de fontes?] e 2012[carece de fontes?]
- Torneio Internacional de Futebol Feminino: 2012,[242] 2014,[243] 2015[244][245] e 2016[246]
- Copa CFA: 2017[247]

### Campanhas de destaque
Kindermann
- Campeonato Brasileiro de 2014 - 2º lugar[17]
- Campeonato Catarinense de Futsal de 2011 e 2013 - 2º lugar[248][249][250][251]
- Campeonato Catarinense de Futsal Sub-20 de 2014 - 2º lugar[252][253]
- Campeonato Catarinense de Futsal Sub-17 de 2011 - 2º lugar[254][255]

Portland Thorns FC
- National Women's Soccer League de 2018 - 2º lugar[256]

Iranduba
- Copa Libertadores da América de 2018 - 3º Lugar[257]

## Prêmios individuais
- Melhor jogadora jovem do ano do Houston Dash: 2015[28]
- Revelação do ano do Campeonato Brasileiro: 2015[64]
- Jogadora da semana da NWSL: 13ª semana da temporada de 2017[54]
- Time do mês da NWSL: julho de 2017[55]
- Eleita jogadora da partida entre Costa Rica e Brasil, em 17 de junho de 2015, na Copa do Mundo daquele ano[140]

## Artilharias
- Campeonato Catarinense: 2011 (14 gols) e 2013 (10 gols)[carece de fontes?]
- Campeonato Sul-Americano Sub-20: 2014 (6 gols)[112]

## Competições universitárias e amadoras
Município de Itajaí / Fundação Municipal de Esporte e Lazer
- Joguinhos Abertos de Santa Catarina (futsal): medalha de ouro (Criciúma 2013)[258]

UNIARP (Santa Catarina)
- Copa Brasil Universitário de Futebol Feminino: 2014[259]
- Jogos Universitários Brasileiros (futsal, primeira divisão): medalha de ouro (Goiânia 2013)[19][260]